# ブリュッガー&トーメ VP9
ブリュッガー&トーメ VP9（Brügger & Thomet VP9）は、スイスのブリュッガー&トーメ社（B&T）で開発された消音拳銃である。製品名は「獣医用9mm拳銃」（Veterinary Pistol 9mm）を意味し、重い病気あるいは怪我のために動物を安楽死させる際、迅速かつ人道的にこれを行う目的で設計された。9x19mmパラベラム弾を使用する。2014年、ニュルンベルクで開催されたIWAショーで初めて発表された。2021年にはアメリカ合衆国の輸入規制に適合させたモデルとして、ステーション・シックス（Station SIX）が発表された。

## 概要
B&T社は、軍および法執行機関向けの小火器や付属品の開発で知られ、とりわけヨーロッパでは最も有力な消音器メーカーでもある。
カール・ブリュッガー（Karl Brügger）によれば、ヨーロッパの顧客から25丁の消音ボルトアクション拳銃を作ってほしいとの依頼を受けたことでVP9の開発が始まったという。納品までの猶予はわずか4ヶ月とされており、設計を素早く進めるためにその種の拳銃としては最も良く知られたウェルロッドが参考にされたのである。こうして顧客に渡す25丁と社内向けの5丁のあわせて30丁が製造された。ブリュッガー自身はこのような製品の需要が存在するとは考えてもいなかったという。
家畜の安楽死にあたっては獣医による薬物注射が行われることが多い。しかし、近寄って注射を打つのが難しい大型あるいは凶暴な動物であれば、銃が用いられることもある。こうした場合、単発式のVP9は熟練した射手ではない獣医とって安全に取り扱える銃となりうる。さらに、消音性の高さには様々な利点がある。例えば、銃声で周囲の動物の聴覚に悪影響を与えたり、あるいは驚かせて予期せぬ動きを引き起こす可能性が低く、また耳栓などを使わずとも作業にあたる人々のコミュニケーションを妨げない。一見して拳銃らしくない、何らかの道具のようなコンパクトな外観も、消音効果と合わせて周囲の住民に与える不安を軽減することに役立つ。加えて、比較的低速な9mmFMJ弾は、貫通時に動物の死体を大きく損壊する可能性が低くなる。
初期のマニュアルには、迅速かつ最小限の苦痛で安楽死を実現するためにはどこを狙うべきかという動物ごとの図解が掲載されていた。これは獣医以外、例えば警察官や動物管理局員が作業にあたることを想定したものとされる。
2021年、アメリカ合衆国の輸入規制に適合させたモデルとして、ステーション・シックス（Station SIX）が発表された。ステーション・シックスには、VP9と同じ9x19mm仕様のシックス9と.45ACP弾仕様のシックス45の2種類が存在する。この輸入規制において、外国からアメリカへと輸入される拳銃は弾倉を外した状態で長さ6インチ以上かつ高さ4インチ以上であることが求められる。これを満たすため、ステーション・シックスは機関部およびグリップ基部が延長されている。
なお、B&T社のアメリカ現地法人B&T USAでは、ステーション・シックスの発売に先駆けて、ヨーロッパと同仕様のVP9を250丁のみアメリカ国内で製造して限定販売を行っていた。

## 構造
外見および基本的な構造は第二次世界大戦中のイギリスで開発された消音拳銃ウェルロッドと良く似ているが、比較すると若干小型かつ軽量である。
機関部は鋼鉄製で、寸法は長さ130mm、直径32mmの円筒形である。銃身はわずか50mm（うち16mmは薬室部分）で、ガスを逃す穴が15個開けられている。この構造により標準的な9mm弾の速度は300m/秒以下に減速されるため、亜音速弾を使わずとも十分な消音効果が期待できるのである。作動方式はボルトアクション方式で、モーゼル小銃のように2つのロッキングラグを備えている。弾倉はSIG P225のものが原型で、装弾数は5発まで減らされ、ポリマー製グリップシュラウドが取り付けられている。通常のP225用弾倉は使用できない。
銃身の短さに加え、複数のワッシャーを貫通させる消音器の構造上、長距離での射撃精度は高くない。ただし、訓練用消音器を取り付けた場合はやや改善される。
消音器の直径は35mm、長さは154mmで、銃本体から簡単に取り外せるようネジが切られている。消音器内は複数のゴム製ワッシャーで区切られている。これらのワッシャーは弾頭が通過した後に塞がってガスの流出を防ぐが、射撃を繰り返すと穴が大きくなり、徐々に消音効果は失われていく。10発程度までは最大限の消音効果を保ったまま射撃が行えるが、20発程度を射撃した後にはワッシャーの交換が必要になる。同梱される「練習用」消音器は、消音効果こそ劣るものの合金製で、B&T社の拳銃用Impuls IIA消音器とほぼ同じ構造を備える。この練習用消音器を取り付けることで、ワッシャーの交換を気にせずに射撃を行うことができる。射撃時に複数のワッシャーを貫通させる消音器の構造上、弾頭が変形しやすいホローポイント弾の使用には適さない。
Mil-Std-1474 Dに従った試験では、VP9の銃声は129 dBAを大きく下回っていた。これは空気銃と同程度であり、銃声よりも操作音のほうが大きく聞こえるほどである。
フラッシュライトやレーザーサイトなどを取り付けるためのNATOアクセサリーレールが付属する。
アメリカ向け仕様のステーション・シックスは、VP9よりもやや大きく、また弾倉の容量は9発まで増えている。シックス9では9mm仕様の、シックス45では.45口径仕様のM1911用弾倉をそのまま使うこともできる。